# Ladgölen (Askeryds socken, Småland)
Ladgölen är en sjö i Aneby kommun i Småland och ingår i Motala ströms huvudavrinningsområde.